# Capitaux propres
Les capitaux propres, très proches des fonds propres, sont, en comptabilité, les ressources (passif) d'une société qui appartiennent à ses actionnaires, par opposition aux dettes vis-à-vis des fournisseurs ou des banques par exemple. Ils se composent du capital social, des réserves et du report à nouveau (correspondant aux bénéfices qui n'ont pas été redistribués en dividende), et du résultat net de l'exercice fiscal.
Les fonds propres sont un peu plus larges que les capitaux propres puisque : fonds propres = capitaux propres + émissions de titres participatifs + avances conditionnées + droits du concédant. Il est vrai toutefois que pour la plupart des entreprises, les capitaux propres ont une valeur très proche des fonds propres.
Cette notion est parfois étendue aux « quasi-fonds propres », qui regroupent des ressources stables n'ayant pas le caractère de capitaux propres, telles que les comptes courants d'associés, les emprunts participatifs ou les obligations convertibles.

## Quelques principes
- Plus les capitaux propres sont élevés, plus le risque de faillite est faible et l'espérance de vie de la société élevée.
- Si l'entreprise a des actionnaires, ses capitaux propres sont augmentés de l'argent apporté ou laissé par ses actionnaires, qui sert à investir (innover, acheter des terrains, des bâtiments, etc.) ou à se désendetter. L'argent, « mis au pot » lors de la création de l'entreprise ou, plus tard, lors d'une augmentation de capital, contribue aux capitaux propres.
- Les actionnaires peuvent aussi augmenter les capitaux propres au fil du temps, progressivement, en acceptant la mise en réserve d'une partie des bénéfices, plutôt que de les distribuer sous forme de dividendes. C'est souvent le cas des entreprises en forte croissance : les actionnaires ont confiance et préfèrent que l'entreprise investisse pour capter les nouveaux marchés. La part du bénéfice de l'entreprise restant après versement des dividendes vient s'ajouter aux capitaux propres.
- Une autre manière de rémunérer les actionnaires est, pour l'entreprise, de racheter ses propres actions. Celles-ci peuvent alors être détruites ; les capitaux propres sont alors diminués d'autant. C'est le mécanisme inverse d'une augmentation de capital.

La situation nette (soit en France les comptes de bilan 10, 11 et 12 : capital, réserves, report à nouveau et bénéfice) est la partie la plus stable des capitaux propres (on y trouve donc ni les subventions des comptes 13, ni les provisions réglementées des comptes 14, qui ne sont en comptabilité française que de l’impôt différé).

## Caractéristiques comptables des capitaux propres
En France, certains éléments des capitaux propres sont susceptibles d'être grevés de dettes fiscales latentes, d'autres peuvent engendrer des créances fiscales latentes.
D'après le plan comptable général français (PCG), les capitaux propres correspondent à la somme algébrique :
- des apports : capital social, primes liées au capital (comptes de la classe 10),
- des écarts de réévaluation (comptes de la classe 10),
- des écarts d'équivalence (comptes de la classe 10),
- des bénéfices autres que ceux pour lesquels une décision de distribution est intervenue : réserves, report à nouveau créditeur, bénéfice de l'exercice (comptes de la classe 10, 11 et 12),
- des pertes : report à nouveau débiteur, perte de l'exercice (comptes de la classe 11 et 12),
- des subventions d'investissement (comptes de la classe 13),
- des provisions réglementées (comptes de la classe 14 jusqu'au compte 145).

Les capitaux propres correspondent donc à la somme des montants inscrits dans les comptes 101000 à 145000.
En comptabilité française, le montant des capitaux propres est le premier sous-total du passif du bilan. On retrouve également ce montant sur la liasse fiscale no 2051.

## L'actif net, autre désignation des capitaux propres
Une autre manière d'appréhender les capitaux propres consiste à dire qu'il s'agit de la valeur totale des actifs (terrains, usines, machines, marques rachetées, créances, trésorerie, etc.) diminué du total des dettes.
Leur autre nom est « actif net ». Une coopérative ou une mutuelle, dépourvues de capital social, peuvent ainsi avoir des capitaux propres si la valeur de leurs actifs dépasse le montant de leurs dettes.
Cet actif net est calculé chaque année lors de la présentation du bilan comptable. Les analystes financiers peuvent aussi calculer un actif net réévalué, qu'ils comparent à la capitalisation boursière. Si cette dernière est inférieure à l'actif net réévalué, la société est sous-évaluée en Bourse.

## L'utilité des capitaux propres: assurer la solvabilité de l'entreprise
Les fonds propres, ou capitaux propres, ont plusieurs avantages pour l'entreprise. Le principal est de représenter un matelas de sécurité pour les créanciers de l'entreprise. En absorbant les pertes en période de déficit, ils garantissent une croissance durable. Ils vont donc aider, s'ils sont suffisants, l'entreprise à emprunter ou à obtenir des délais de règlement plus avantageux, mais aussi assurer une visibilité à long terme pour ses partenaires les plus importants : fournisseurs, salariés et clients. 

En effet, au cours de la vie de l'entreprise, les bénéfices sont ajoutés aux capitaux propres et les pertes en sont soustraites. En cas de pertes importantes, les capitaux propres peuvent donc devenir négatifs. Les créanciers ne sont alors plus sûrs d'être remboursés en cas de défaut de paiement, car la dette dépasse la valeur des actifs de l'entreprise (immeubles, matériel, etc.) mis en gage auprès des créanciers. La revente des actifs à leur valeur de bilan ne suffira pas à rembourser les dettes en cas de faillite. Cela se traduira donc probablement par un coût plus élevé de la dette, les créanciers demandant un taux d'intérêt supérieur à cause du risque accru. À l'inverse, plus les capitaux propres sont importants, plus l'entreprise peut sécuriser ses relations à long terme avec tous ses partenaires : créanciers, fournisseurs, clients ou salariés.
Conséquence de cette sécurité pour les tiers, les fonds propres favorisent la résistance de l'entreprise. En effet, en cas de graves difficultés financières, les chances de survie de l'entreprise sont proportionnelles à l'importance de ses capitaux propres, beaucoup plus qu'à sa taille. Une très grande entreprise ayant trop peu de capitaux propres peut disparaître très rapidement.
Enfin, pour les actionnaires, des fonds propres positifs (supérieurs aux dettes) permettent la distribution de dividendes. À défaut, la distribution de dividendes, c'est-à-dire de numéraire prélevé sur la trésorerie de la société est difficile ou impossible. Les actionnaires ont donc un intérêt à long terme à posséder une entreprise correctement capitalisée.
Lorsque les capitaux propres sont insuffisants, on parle de sous-capitalisation, ce qui peut se traduire par une crise de solvabilité.

## Le coût des capitaux propres
Pour l'entreprise, le coût des capitaux propres est plus élevé que celui de la dette. L'actionnaire supporte plus de risques qu'une banque prêtant de l'argent : en cas de liquidation, la banque sera remboursée en priorité alors que l'actionnaire venant en dernier dans l'ordre des remboursements risque de tout perdre. En échange de ce risque, il attend donc une rémunération supérieure au taux d'intérêt pratiqué par une banque en échange de son investissement.
Si l'entreprise n'est pas en mesure de fournir à l'actionnaire ce retour sur investissement plus élevé, celui-ci préférera placer son argent ailleurs. Par exemple, il pourrait prêter de l'argent à l'entreprise sous forme de dette plutôt que de l'investir sous forme d'actions : l'entreprise ne pourra pas lever de fonds auprès d'investisseurs.
Le coût des ressources financières de l'entreprise dépend donc à la fois des coûts financiers de la dette, de la rémunération attendue par l'actionnaire et de la répartition du capital entre dettes et capitaux propres. À partir de ces informations, on peut calculer le coût moyen de ces ressources financières, aussi appelé « coût moyen pondéré du capital » (CMPC).
La proportion de capitaux propres et de dette au passif de l'entreprise est un positionnement stratégique qui traduit le compromis nécessaire entre la solidité face aux difficultés et le coût des ressources financières. Le ratio dette sur fonds propres est une donnée importante du bilan comptable de l'entreprise ; il sera en général d'autant plus important que l'entreprise offre des perspectives de rentabilité stables à long terme : il est alors moins nécessaire de se prémunir contre de peu probables difficultés financières. À l'inverse, une entreprise évoluant dans un domaine d'activité cyclique ou une entreprise ayant une activité particulièrement risquée auront un ratio dette sur fonds propres faible.

## Lacapitalisation boursière, valeur des capitaux propres sur le marché
Le montant des capitaux propres donne une simple indication comptable. Les investisseurs boursiers actualisent cette indication en fixant à ces capitaux propres, chaque jour, une valeur boursière, appelée capitalisation boursière en fonction des perspectives de rentabilité de l'entreprise : c'est la valeur de marché de l'entreprise.

## Lavaleur d'entreprise, une notion différente des capitaux propres
Les comptables appellent « valeur d'entreprise » la valeur totale des actifs.
Cette valeur inclut la valeur des fonds propres mais aussi la partie des actifs qui est financée par des dettes. Lors d'une transaction, le repreneur versera aux actionnaires la valeur des fonds propres, immédiatement. Puis, dans les années qui suivent, il reversera progressivement aux banquiers la valeur des actifs financés par la dette.
S'il verse aux actionnaires un montant plus élevé que le montant des capitaux propres, on parle de « survaleur » ou d'« écart d'acquisition » (« goodwill », en anglais). L'écart entre capitaux propres et prix payé montre que la valeur accordée à l'entreprise par le repreneur est plus importante que la simple valeur de ses actifs, le plus souvent parce que le repreneur a confiance dans la capacité de l'entreprise à générer des bénéfices importants.

## Les capitaux propres en comptes consolidés
En ne revenant que très brièvement sur le principe des comptes consolidés, l'objectif est de présenter la situation financière d'un groupe de sociétés comme si celles-ci ne formaient qu'une seule entité juridique.
Le principe de base est de substituer à la valeur comptable des titres détenus par la société consolidante la quote-part des capitaux propres des filiales correspondant à ces titres.
Ce faisant, le principe consiste à ré-évaluer périodiquement la valeur des sociétés contrôlées par la société consolidante puis de déterminer la part revenant aux minoritaires.
Il n'existe aucune définition unique des capitaux propres. En effet, cette notion peut prendre une signification différente en fonction des analyses et des référentiels comptables utilisés.
Dans l'établissement des comptes consolidés, des différences substantielles existent, notamment pour corriger des notions directement liées au droit fiscal ou juridique interne :
- Les subventions d'investissement et les provisions comptables réglementées sont intégrées directement aux réserves en franchise de taxe ; les éventuelles créances ou dettes fiscales y afférentes sont comptabilisées en impôts différés.
- De la même façon, les écarts de réévaluation et les écarts de mise en équivalence sont supprimés. L'évaluation des immobilisations corporelles et financières suivent alors les règles spécifiques applicables aux comptes consolidés (normes internationales IAS/IFRS ou normes internes suivant les cas).

## Le cas des fonds propres inférieurs à la moitié du capital social (dans le code de commerce francais)
Parce que les fonds propres représentent le gage des créanciers, le Législateur a prévu le respect de règles strictes.
Ainsi le code de commerce (article L.223-42 c.com) définit le cas d'une perte supérieure à la moitié du capital social. Il s'agit du fait que les pertes constatées dans les documents comptables rendent les capitaux propres inférieurs à la moitié du capital social. Il ne s’agit donc pas uniquement de la perte de l’exercice, mais du cumul des pertes des exercices précédents.
Dans un tel cas de figure une procédure stricte doit être respectée : Il convient de se référer au code commerce qui dispose en son article L. 223-42 qu’il est nécessaire de mettre en œuvre des actions visant à garantir la situation financière de l’entreprise.
Dans les faits, il s’agit de convoquer les associés en assemblée générale afin de leur présenter la situation de la société. Cette convocation devrait avoir lieu dans un délai maximum de quatre mois suivant l’approbation des comptes annuels et vise les sociétés commerciales suivantes : SARL (EURL), SAS (SASU), SA et SCA. Les SNC et les SCS ne sont pas visées par cette procédure.
Remarque : Cette procédure n’est pas applicable aux sociétés en procédure de sauvegarde ou de redressement judiciaire ou qui bénéficient d’un plan de sauvegarde ou de redressement judiciaire.
L’assemblée générale ordinaire pourra alors décider de :
- dissoudre immédiatement la société,
- maintenir l’activité de la société en attendant de reconstituer les capitaux propres à une valeur au moins égale à la moitié du capital social. Les associés devront régulariser la situation au plus tard à la clôture du second exercice suivant celui au cours duquel la perte de la moitié du capital social a été constatée.